# Viviane Reding
Viviane Reding (Esch-sur-Alzette, Luxemburgo, 27 de abril de 1951) es una política europea, desde 2010 hasta 2014 vicepresidenta de la Comisión Europea y también comisaria de Justicia, Derechos Fundamentales y Ciudadanía). Ha sido Comisaria de información y los medios en la Comisión Europea durante el periodo 2004-2009, así como Comisaria de Educación y Cultura bajo la Comisión Prodi desde 1999 hasta el 22 de noviembre de 2004.
Reding es también un consejero para el think tank transatlántico European Horizons.

## Biografía
Reding nació en Esch-sur-Alzette, Luxemburgo. Está separada y tiene tres hijos. Estudió en la Sorbona (París) y se doctoró en humanidades. De 1978 a 1999 trabajó en un periódico de Luxemburgo, el Luxemburger Wort. También dirigió l'Union luxembourgeoise des journalistes desde 1986 a 1998.

## Trayectoria política
Reding fue diputada en Luxemburgo entre 1979 y 1989. Fue vicepresidenta del Partido Popular Social Cristiano entre 1995 y 1999.

### Unión Europea
Viviane Reding es miembro del Partido Popular Social Cristiano de Luxemburgo (centro derecha) que forma parte del Partido Popular Europeo. En 1989 fue eurodiputada hasta 1999.

#### Comisión Prodi
Bajo el mandato de Romano Prodi, Reding fue comisaria de educación, cultura, juventud y deportes. La Comisión Prodi es el nombre utilizado para hacer referencia a la Comisión Europea presidida por Romano Prodi entre 1999 y 2004.
La Comisión quedó formada el 13 de septiembre de 1999, tras el escándalo y renuncia de la Comisión Santer, que había dañado la reputación de la institución, y sustituyendo a la Comisión Marín, que fue gabinete interino que estuvo al frente de la Comisión Europea en el periodo comprendido entre el 16 de marzo de 1999 y el 12 de septiembre del mismo año.
El gabinete de la Comisión Prodi estaba formado inicialmente por 20 Comisarios de la Unión Europea, número que se amplió a 25 tras la ampliación de la Unión Europea de 2004. Fue la última Comisión en la que dos miembros a la vez eran nombrados por los Estados miembros de mayor tamaño.
Esta comisión (la décima) vio incrementado su poder e influencia tras el Tratado de Ámsterdam, hasta el punto de que algunos medios de comunicación llegaron a decir que el presidente Prodi había sido el primer "Primer Ministro de la Unión Europea".

#### Comisión Barroso
La Comisión Barroso es el nombre utilizado para hacer referencia a la Comisión Europea presidida por José Manuel Durão Barroso entre 2004 y 2014. La primera, Barroso I, entró en funciones el 22 de noviembre de 2004 y la segunda, Barroso II, fue aprobada por el Parlamento Europeo el 9 de febrero de 2010.

Bajo el primer mandato de Barroso, Reding fue comisaría de la sociedad de la información y los media. En el segundo mandato de Durão Barroso fue vicepresidenta y comisaria para la Justicia, Derechos Fundamentales y Ciudadanía.
Deportaciones llevada a cabo por Francia
En septiembre de 2010, la ya Comisaria de Justicia mantuvo un enfrentamiento verbal con el gobierno francés, y en particular con su Presidente, Nicolas Sarkozy, a propósito de la política de deportaciones llevada a cabo por Francia en relación con la minoría gitana de origen rumano.
Los informadores del gobierno francés, miembros de dicho gobierno, aseguraron a Reding que las expulsiones se estaban realizando «conforme a la ley y estudiando caso por caso», pero poco después se hizo pública una circular del gobierno francés enviada a la policía en el que se especificaba claramente que el objetivo eran los miembros de esa etnia. La comisaria calificó de «vergüenza» el engaño al que había sido sometida, y aseveró que «no pensaba que estas prácticas se repetirían en Europa después de la Segunda Guerra Mundial». El escándalo levantado y la violenta respuesta de Sarkozy a estas declaraciones de la comisaria, la llevaron a disculparse poco después por la comparación. El propio Presidente de la Comisión, José Manuel Barroso, mantuvo un agrio debate con Sarkozy en el Consejo Europeo de ese mes, defendiendo a su vicepresidenta. No obstante, el Colegio de Comisarios mantuvo la idea de abrir un procedimiento por infracción a Francia.
Más tarde Francia tuvo que conformarse y cambiar sus leyes para aplicar las directivas europeas sobre la libre circulación de ciudadanos europeos. En enero de 2011, Zoni Weisz, un sobreviviente de los campos de exterminio nazis, declaró en la sesión formal del Parlamento Alemán sobre las víctimas del holocausto, su satisfacción personal por las «palabras claras» de Reding en 2010, que pudieron parar las acciones de expulsión de gitanos.
Sobre la situación en España
En abril de 2012, Viviane Reding, de visita oficial a Madrid, declaró en una entrevista en los Desayunos de TVE y en una entrevista para el diario ABC sobre la nacionalización de REPSOL YPF por Argentina, diciendo que «cuando alguien ataca a España, ataca a toda la UE». Sobre la situación económica dijo que «España no precisa ayuda y saldrá adelante por sí misma».
En septiembre de 2012, Reding se vio involucrada en el debate sobre la independencia de Cataluña. Un titular poco afortunado de una entrevista al Diario de Sevilla en la cual el periodista no recoge con precisión las declaraciones de Reding, abrió un debate sobre la exclusión de Cataluña de la Unión Europea en caso de secesión del Reino de España. En una carta al Gobierno de España Reding confirma la posición jurídica de que sólo el Reino de España hace parte de la Unión Europea, y que Cataluña se quedaría fuera de la Unión Europea en caso de independentizarse, y así terminó con la polémica.

### Futuro de la Unión Europea
En 2012, Viviane Reding lanzó, en un discurso en Passau, Alemania, y en una serie de artículos y entrevistas su visión de que la transformación de la Unión Europea se orientaría hacia una federación e incluso hacia los «Estados Unidos de Europa».
En octubre de 2012, y para celebrar el Premio Nobel de la Paz 2012 entregado a la Unión Europea, Viviane Reding escribió un artículo en 'La Razón', subrayando que "la UE continúa siendo una inspiración para las naciones y los ciudadanos de todo el mundo". Semanas antes Viviane Reding había estrenado, en Cádiz en el Oratorio de San Felipe Neri, el escenario de las Cortes de Cádiz que dieron a luz a la Constitución Española de 1812, allí realizando una serie de diálogos con los ciudadanos, y lanzando el gran debate europeo como fórmula para conectar a los ciudadanos con la 'difusa Bruselas'. Hasta diciembre de 2013, Reding y los demás miembros del Colegio de Comisarios desarrollaron, como parte del Año Europeo de los Ciudadanos 2013 diversos diálogos en los Estados miembros de la UE. 

## Premios y distinciones
- 1992 Creu de Sant Jordi de la Generalidad de Cataluña
- 2001 Medalla de oro del Mérito Europeo
- 2004 Doctorado honoris causa de la Universidad Hu Chen de Taiwán
- 2004 Doctorado honoris causa de la Universidad de Genoa
- 2004 Medalla Robert Schuman
- 2004 Doctorado honoris causa de la Universidad de Turín
- 2004 Premio Príncipe de Asturias de Cooperación Internacional
- 2005 Medalla de Honor "Gloria Artins" de Polonia
- 2005 Oficial de la Orden Nacional de la Legión de Honor Francesa
- 2009 Doctorado honoris causa de la Universidad del Sagrado Corazón de Luxemburgo
- 2010 Premio BeNeLux Europa
- 2012 Doctorado honoris causa de la Universidad de Glasgow
- 2019 Medalla de honor de la World Jurist Association[25]